# Ukrzyżowanie (obraz Antonella da Messina, 1475)
Ukrzyżowanie – obraz autorstwa Antonello da Messina powstały w 1475 roku.
Ukrzyżowanie jest jednym z trzech obrazów z tego cyklu. Pierwsze dwa zostały ukończone w latach 1454 – 1455. Trzeci został ukończony w 1475 roku. Obrazy obecnie znajdują się w Muzeum Brukenthala w Sybinie, Królewskich Muzeach Sztuk Pięknych w Antwerpii i w National Gallery w Londynie.

## Opis obrazu
Styl obrazu wskazuje na szkołę flamandzką. Obraz powstał podczas pobytu artysty w Wenecji. Messina wyraźnie podzielił obraz na dwie części, zaznaczając linię horyzontu. Górna część, na tle błękitnego nieba, przedstawia scenę śmierci trzech ukrzyżowanych postaci. Postać centralna, umierający Jezus kontrastuje swoim spokojem z powyginanymi ciałami dwóch pozostałych skazańców. W dolnej części obrazu na pierwszym planie znajdują się postacie Matki Boskiej i Świętego Jana. Również ich pozy świadczą o innym odbieraniu aktu śmierci. W tle znajduje się Jerozolima. Obraz, zgodnie z duchem flamandzkich artystów, wypełniony jest szczegółami, motywami symbolicznymi i wizerunkami zwierzęcymi. Według włoskiego artysty Roberta Longhiego, górna część obrazu została dodana kilka lat później.

## Symbolika obrazu
Obie postacie u krzyża są rozmieszczone zgodnie z ikonografią przedstawiającą Ukrzyżowanie. Maria znajduje się po prawej stronie, a Jan po lewej. U dołu obrazu Messina umieścił postać syczka. Syczek symbolizuje tu żałobę i śmierć (według niektórych źródeł). Obok artysta umieścił węża wypełzającego z czaszki, co ma nawiązywać do przemijania życia. Czaszka prócz nawiązania do miejsca pochowania Jezusa, nawiązuje do protoplasty Adama, który według średniowiecznych podań miał być pochowany na tej samej górze. Dalej za wężem z prawej strony znajdują się czerwone kwiaty symbolizujące mękę Chrystusa.

## Ukrzyżowaniew innych muzeach
Obrazy znajdujące się w innych muzeach przedstawiają tę samą scenę ukrzyżowania. Obraz z Sybiny przedstawia prócz skazańców Matkę Boską i płaczące kobiety. Scena rozgrywa się na tle Jerozolimy i zatoki. Obraz z londyńskiego muzeum przedstawia tylko ukrzyżowanego Jezusa i siedzących u jego stóp Matkę Boską i Jana. Obraz jest jednym z nielicznych podpisanych przez autora sygnaturą „1475/antonellus messaneus / me Pinxit”.